# Alan Hugh Hillgarth
Alan Hugh Hillgarth OBE (* 7. Juni 1899 in London; † 28. Februar 1978 in Ballinderry, Tipperary, Irland) war britischer Konsul auf den Balearen während des spanischen Bürgerkrieges.

## Leben
Hillgarth trat 1911 als Offizier in die Royal Navy ein und nahm am Ersten Weltkrieg teil. Anschließend studierte er an der University of Cambridge. Von 1919 bis 1927 tat er erneut bei der Royal Navy Dienst und erlangte den Dienstgrad des Lieutenant Commander.
1929 heiratete er Mary Sidney Katharine Almina und sie ließen sich in Spanien nieder.
1932 erwarb er das Anwesen Son Torrella in Santa Maria del Camí, wurde Honorarkonsul in Palma und lernte Winston Churchill und Juan March kennen.
Als am 19. Juli 1936 der Militärputsch von Francisco Franco begann, befand sich Hillgarth außer Landes und kehrte nach Mallorca zurück, um die Evakuierung von britischen Staatsbürgern zu organisieren.
Von 1936 bis 1939 war er zunächst Vize-Konsul und später Konsul der Balearen und berichtete dem Foreign and Commonwealth Office über die Situation auf Mallorca. Nach dem Sieg der Putschisten spielte Hillgarth eine wesentliche Rolle bei der friedlichen Übergabe von Menorca an Francos Truppen, wobei einige politische Flüchtlinge evakuiert wurden.
1939 war Hillgarth in der britischen Botschaft in Madrid als Naval Attaché unter Hugh Bertie Campbell Pollard. Er konnte mit nützlichen Aufwendungen etwa 30 hochrangige Mitglieder des spanischen Militärs davon überzeugen, dass Spanien kein kriegsführender Staat im Zweiten Weltkrieg werden sollte. Franco hatte bereits die Blaue Division nach Leningrad entsandt. Im Mai 1941, als die Zuwendungen offenkundig wurden, gab es eine Rücktrittswelle im Regime Francisco Francos. Neben anderen traten Ramón Serrano Súñer, José Enrique Varela und Antonio Aranda zurück. Als Naval Attaché koordinierte Hillgarth die Naval Intelligence Division, den Secret Intelligence Service und die am 22. Juli 1940 gegründete Special Operations Executive. Zu Hillgarths repräsentativen Aufgaben gehörte die Bestattung des Boten der Operation Mincemeat.